# Jan Göransson
Jan "Janne" Göransson, född 19 juli 1971, död 8 januari 2009, var en svensk handbollsspelare (vänstersexa) och tränare, främst aktiv i HK Drott.
Göransson fostrades i HK Drott men fick i A-laget till en början stå tillbaka för landslagsspelaren Göran Bengtsson. Efter att denne lagt av gjorde han under 1990-talet fyra säsonger som ordinarie A-lagsspelare i Elitserien. Han inledde senare sin tränarkarriär i Drotts ungdomssektion innan han gick vidare till Halmstad HP. Han återkom till Drott som huvudtränare 2005 och tog laget till kvartsfinal i SM-slutspelet 2005/2006. I december 2006 fick han sparken och ersattes av Göran Bengtsson. Inför säsongen 2008/2009 återkom han som assisterande tränare till Tomas Eriksson. Till följd av sjukdom hann han dock i praktiken aldrig påbörja detta uppdrag och han avled den 8 januari 2009 efter en längre tids sjukdom.